# Поддубье (Окуловский район)
Поддубье — деревня в Окуловском муниципальном районе Новгородской области, относится к Боровёнковскому сельскому поселению.
Деревня расположена на Валдайской возвышенности, в 24 км к северо-западу от Окуловки (43 км по автомобильной дороге), до административного центра сельского поселения — посёлка Боровёнка 16 км (25 км по автомобильной дороге).
Деревня разделена с соседней деревней Каёво, расположенной западнее, небольшой рекой Мшанкой.
| 2010 |
| ---- |
| 8    |

## История
До 2005 года деревня входила в число населённых пунктов подчинённых администрации Каёвского сельсовета.

## Транспорт
Ближайшая железнодорожная станция расположена в Боровёнке. Через деревню проходит автомобильная дорога Боровёнка — Висленев Остров — Любытино.